# Laetitia Salles

a Compétitions nationales et continentales officielles uniquement.

b Matchs officiels uniquement.
Dernière mise à jour le 10 août 2014.
Laëtitia Salles, née le 29 octobre 1982 à Lamasquère (Haute-Garonne), est une joueuse internationale française de rugby à XV évoluant au poste de talonneur à l'USA Toulouges XV puis au RC La Valette (1,60 m pour 65 kg).
Elle fait partie de l'équipe de France féminine de rugby à XV lors des Coupes du monde 2006, 2010 et 2014. Elle détient le record de sélections en équipe de France, avec 92 sélections entre 2003 et 2014.
Elle remporte le Championnat de France féminin de rugby à XV à six reprises avec l'USA Toulouges XV.

## Biographie
Née dans la région toulousaine, elle découvre le rugby en s'inscrivant à la section rugby UNSS de son collège. Son professeur d'EPS est alors Serge Gabernet, ancien international et arrière du Stade toulousain.
Après trois ans à évoluer avec des jeunes garçons, elle rejoint le club de Fonsorbes pour deux ans. L'année de son bac, elle rejoint l'USA Toulouges XV. Elle évolue alors au poste de troisième ligne mais est repositionnée à celui de talonneur par son entraîneur.
Elle honore sa première sélection en 2003 avec l'équipe de France contre l'Angleterre au Stade de Twickenham.
En 2012, elle quitte l'USAT XV Toulouges, devenue USAP XV féminin en 2008, pour rejoindre le RC La Valette qui évolue en 2e division. Elle remporte ce championnat en 2012-2013 avec ce club et accède au championnat de première division pour sa dernière saison.
En 2014, Gaëlle Mignot est nommé capitaine de l'équipe de France et prend la place de titulaire au talonnage au détriment de Laetitia Salles. Lors de la demi-finale de la Coupe du monde 2014, elle honore sa 91e sélection contre le Canada au Stade Jean-Bouin devant 17 000 spectateurs. Elle dépasse alors le record en équipe de France d'Estelle Sartini. Elle obtient ensuite une dernière sélection lors du match pour la troisième place contre l'Irlande.
Elle met un terme à carrière après la Coupe du monde 2014 pour avoir des enfants. Elle reprend ensuite le rugby au niveau amateur à Draguignan puis devient entraîneur de l'équipe.

## Palmarès

### En équipe de France

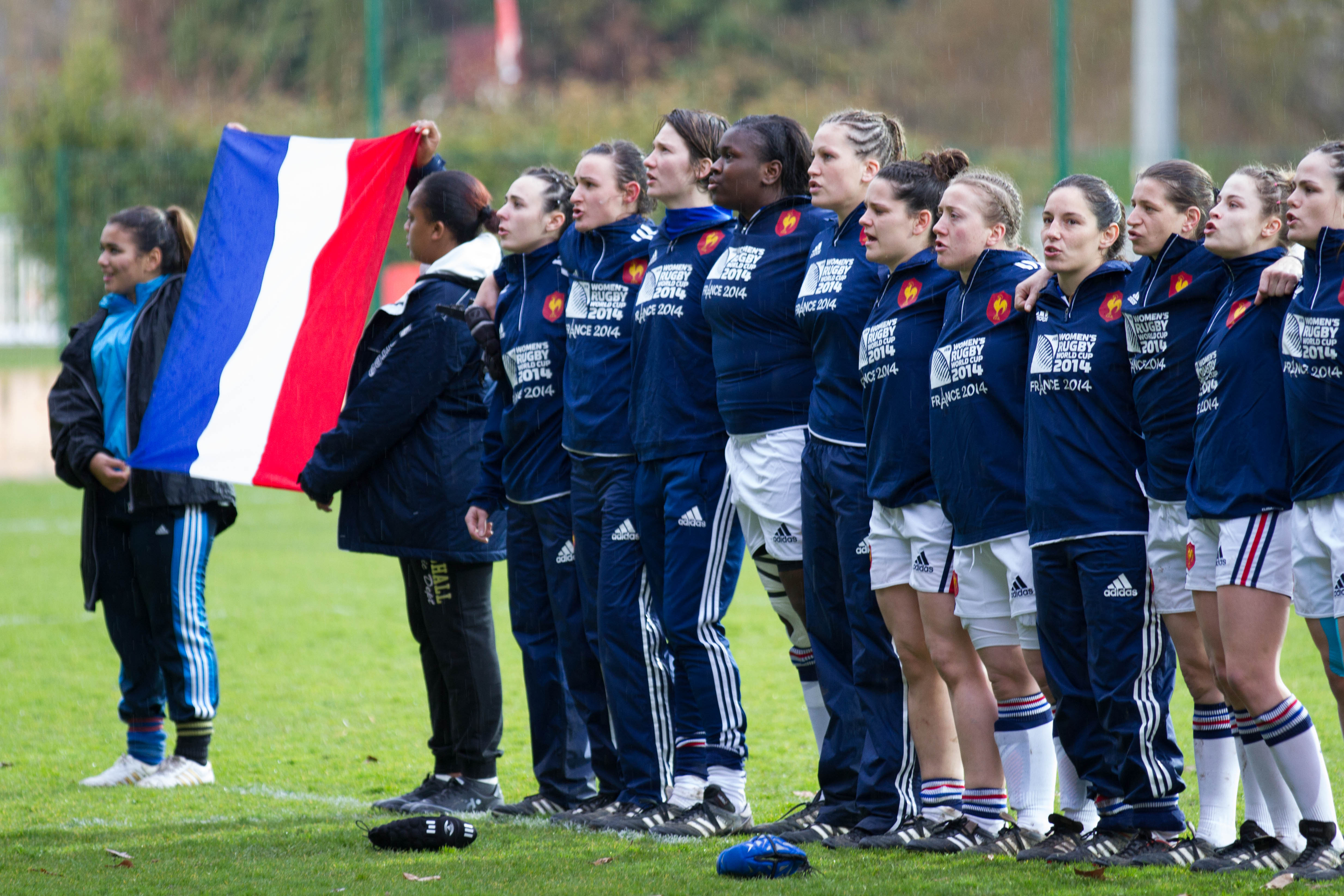
Laetitia Salles avec l'équipe de France en 2014 (4e à partir de la droite).

- Tournoi des Six Nations féminin : Grand Chelem en 2004, 2005 et en 2014
- Coupes du monde :
  - 2006 : 3e
  - 2010 : 4e
  - 2014 : 3e

### En club
- Championne de France en 2004, 2005, 2006, 2008, 2010 et 2011 avec l'USA Toulouges XV
- Vainqueur de la Coupe d'Europe féminine de rugby à XV en 2013 avec l'USA Toulouges XV
- Championne de France de 2e division en 2013 avec le RC La Valette